# Ferdinandusa nitida
Ferdinandusa nitida är en måreväxtart som beskrevs av Adolpho Ducke. Ferdinandusa nitida ingår i släktet Ferdinandusa och familjen måreväxter. Inga underarter finns listade i Catalogue of Life.